# Dave Rude
Dave Rude (Oakland, Kalifornija, 14. lipnja 1978.) je američki glazbenik. Najpoznatiji je kao gitarist američkog rock sastava Tesla.

## Biografija
Dave je počeo svirati gitaru s 9 godina. Najveći utjecaj na njega imali su Guns N' Roses, njihov gitarist Slash, Steve Ray Vaughan i Joe Perry.
Odrastao je na zapadnoj obali blizu grada Berkley u Kaliforniji. Počeo je studirati povijest ali je odustao od fakulteta i usmjerio se ka glazbenoj karijeri.
Dave je najmlađi član sastava. Između njega i pjevača sastava je čak 20 godina razlike, ali to ih ne sprječava da rade zajedno. Dok je bio mlađi volio je Teslu u kojoj tada još nije svirao, ali najdraži sastav su mu bili Guns N' Roses i njihov prvi album Appetite for Destruction koji ga je usmjerio prema rocku.
Svirao je u raznim sastavima prije nego što je osnovao vlastiti sastav The Dave Rude Band. Na njegovoj MySpace stranici zapazio ga je gitarist Tesle Frank Hannon i pozvao ga da se pridruži Tesli 2006. godine za "Electric Summer Jam" turneju.
Prvo što je radio s Teslom je bio dvostruki album s obradama Real To Reel. Novi album, Forever More njegov je prvi studijski album snimljen sa sastavom.
U Teslu je unio mladost i dokazao svoj veliki talent. U slobodno vrijeme vježba i meditira.